# غريفين دن
غريفين دن (بالإنجليزية: Griffin Dunne)‏ مواليد 8 يونيو 1955 في نيويورك، نيويورك، الولايات المتحدة، هو ممثل ومخرج ومنتج وكاتب سيناريو أمريكي بدأ مسيرته الفنية سنة 1975.

## الأعمال
- مستذئب أمريكي في لندن
- من تلك الفتاة
- فتاتي
- كويز شو
- مدينة محطمة
- فيلم 43
- نادي دالاس للمشترين
- آلة حرب

## الجوائز
الفوز:
- جائزة المسرح العالمي

الترشيحات:
- جائزة الأوسكار لأفضل فيلم حي قصير

## روابط خارجية
- غريفين دن على موقع IMDb (الإنجليزية)
- غريفين دن على موقع روتن توميتوز (الإنجليزية)
- غريفين دن على موقع ألو سيني (الفرنسية)
- غريفين دن على موقع تيرنر كلاسيك موفيز (الإنجليزية)
- غريفين دن على موقع أول موفي (الإنجليزية)
- غريفين دن على موقع قاعدة بيانات برودواي على الإنترنت (الإنجليزية)
- غريفين دن على موقع قاعدة بيانات الأفلام السويدية (السويدية)
- غريفين دن على موقع إن إن دي بي (الإنجليزية)
- غريفين دن على موقع قاعدة بيانات الفيلم (الإنجليزية)
- غريفين دن على موقع كينوبويسك (الروسية)